# 1986 au Maroc
Chronologie du Maroc
- 1982
- 1983
- 1984
- 1985
- 1986
- 1987
- 1988
- 1989
- 1990

Cet article présente les faits marquants de l'année 1986 au Maroc ou relatifs au Maroc.

## Événements
- 21-23 juillet : le roi Hassan II reçoit la visite du Premier ministre israélien Shimon Peres[1].
- 29 août : rupture du traité d'union du 13 août 1984 entre le Maroc et la Libye[1].

## Sports
- L'Équipe du Maroc de football participe à la coupe du monde de football de 1986, sa deuxième apparition en phase finale, la deuxième au Mexique également. Le Maroc passe le premier tour en terminant en tête de son groupe et est éliminé en huitièmes-de-finale, inscrivant deux buts et en encaissant trois. Cela a constitué sa meilleure performance en coupe du monde jusqu'à la coupe du monde de football de 2022.
- Les championnats d'Afrique de judo 1986 se déroulent du 20 au 24 juillet 1986 à Casablanca, au Maroc[2].
- La Coupe du Maroc de football 1985-1986 est la trentième édition de la compétition.
- La Coupe du Maroc de football 1986-1987 est la trente-et-unième édition de la compétition.
- La Saison 1986-1987 du Wydad Athletic Club est la quarante-huitième de l'histoire du club. Cette saison débute alors que les rouges avaient terminé premier du championnat lors de la saison précédente. Le club est par ailleurs engagé en coupe du Trône et en coupe des clubs champions africains.